# Fosfoetanolamina
La fosforiletanolamina o fosfoetanolamina es un derivado de la etanolamina que se utiliza en el organismo para hacer esfingolipidos (concretamente esfingomielinas). La fosfoetanolamina posee dos valores de pKa: 5,61 y 10,39 El grupo amina es ligeramente básico (por el par de electrones libres del átomo de nitrógeno) por lo que no tiene ninguna contribución significativa en los valores de pKa.
Estructuralmente recuerda al ácido 2-aminoetilfosfónico (AEPN), que es un fosfonato en vez de un fosfato (tiene un átomo de oxígeno que une el resto orgánico al átomo de fósforo).
Está presente en la membrana plasmática de las células animales, participando en la síntesis de la fosfatidiletanolamina en el retículo endoplásmico, así como las distintas etapas del metabolismo celular, tales como el metabolismo mitocondrial, la síntesis de la acetilcolina, etc.

## Síntesis química
La fosfoetanolamina se puede preparar por la reacción de la oxazolidin-2-ona con ácido fosfórico:
Otra vía es la apertura del anillo de aziridina con ácido fosfórico: